# Agabus matsumotoi
Agabus matsumotoi là một loài bọ cánh cứng trong họ Bọ nước. Loài này được Satô & Nilsson miêu tả khoa học năm 1990.